# Meline Freda
Pour les articles homonymes, voir Freda.
Meline Freda est une journaliste belge de télévision.
En 1992, elle participe à la création de la chaîne franco-allemande Arte. Elle présente[précision nécessaire] Arte Info chaque midi en alternance avec Susanna Dörhage.
Après des études de langue et d’économie en Belgique et en Allemagne, Meline Freda a débuté dans le journalisme à la Radio-télévision belge de la Communauté française (RTBF). Elle a rejoint Arte depuis les débuts de la chaîne en 1992 où elle s’est d’abord occupée des échanges internationaux d’images pour la rédaction du « 8 ½ ». Elle a ensuite assuré la liaison et les commandes de reportages entre la rédaction d’Arte Info et ses correspondants en France, en Allemagne et dans le monde, réalisant elle-même des reportages pour Arte Info, Arte Culture et Arte Reportage. Depuis janvier 2008, elle présente l’édition de midi d’Arte Journal.